# Équipe de Russie de futsal FIFA
Maillots
Actualités
L'équipe de Russie de futsal est la sélection nationale représentant la Russie dans les compétitions internationales de futsal.

## Histoire
La Russie connaît sa première phase de groupes de la Coupe du monde en 1992.
La Russie termine troisième du Mondial 1996.
Les Russes terminent quatrième la Coupe du monde 2000.
La Russie termine quatrième du Mondial 2008.
Au Mondial 2012, la Russie échoue en quart de finale contre l'Espagne.
La Russie est placée dans le groupe 3 du tour principal des éliminatoires du Mondial 2016. Qualifiée pour les barrages, elle affronte le Belarus.
La Russie est finaliste de l'Euro 2016.
Lors de la Coupe du monde 2016 en Colombie, battue en demi-finales des éditions 1996, 2000 et 2008, la Russie se qualifie enfin pour la finale en battant l'Iran. Les Russes s'inclinent en finale contre l'Argentine (5-4).
À l'occasion de l'Euro 2018, l'Espagne puis la Russie deviennent les premières nations à disputer cinquante matchs en phase finale d'un Championnat d'Europe. Emmenés notamment par son meilleur buteur Eder Lima, la Russie termine sur la troisième marche du podium.
La Russie est placée dans le groupe 7 du tour principal des éliminatoires du Mondial 2020.
La Russie est la première équipe qualifiée pour les quarts de finale de l'Euro 2022, ne pouvant plus être rejoint après deux journées dans le Groupe C. Les Russes ont alors remporté les dix matches de leur campagne européenne, y compris les qualifications – neuf étant déjà un record. La Russie porte cet performance à onze rencontres, avant de s'incliner en finale contre le Portugal (2-4). La Russie subit sa cinquième défaite en finale de l'Euro de futsal depuis sa seule victoire en 1999 (six défaites en comptant 1996). Abramov et Ivan Milovanov, ainsi que l'entraîneur russe Sergei Skorovich, perdent leur quatrième finale.

## Palmarès
Les Russes sont sacrés champions d'Europe en 1999,. Ils sont finalistes de l'Euro en 1996, 2005, 2012, 2016 et 2022, et se classent troisièmes en 2001 et 2007.
La Russie est aussi troisième de la Coupe du monde en 1996.
- Coupe du monde
  - Finaliste : 2016
  - 3e : 1996
  - 4e : 2000 et 2008

- Championnat d'Europe (1)
  - Vainqueur : 1999
  - Finaliste : 1996, 2005, 2012, 2014, 2016 et 2022
  - 3e : 2001, 2007 et 2018